# Biopaliva druhé generace
Biopaliva druhé generace, známá také jako pokročilá biopaliva, jsou paliva, která se vyrábí z různých druhů nepotravinářské biomasy. Biomasou se v tomto kontextu rozumí rostlinné materiály a živočišné odpady používané zejména jako zdroj paliva.
Biopaliva první generace se vyrábějí ze surovin obsahujících cukerný škrob (např. cukrová třtina a kukuřice) a ze surovin obsahujících jedlé oleje (např. řepkový a sójový olej), které se obvykle přeměňují na bioetanol, resp. bionaftu.
Biopaliva druhé generace se vyrábějí z jiných vstupních surovin, a proto mohou vyžadovat odlišnou technologii pro získání užitečné energie z nich. Mezi vstupní suroviny druhé generace patří lignocelulózová biomasa nebo dřeviny, zemědělské zbytky nebo odpady a také specializované nepotravinové energetické plodiny pěstované na okrajových půdách nevhodných pro produkci potravin.
Termín biopaliva druhé generace se používá volně a označuje jak „pokročilé“ technologie používané ke zpracování vstupních surovin na biopaliva, tak i využití nepotravinářských plodin, biomasy a odpadů jako vstupních surovin ve „standardních“ technologiích zpracování biopaliv, pokud jsou vhodné. To způsobuje značné nejasnosti. Proto je důležité rozlišovat mezi vstupními surovinami druhé generace a technologiemi zpracování biopaliv druhé generace.
Vývoj biopaliv druhé generace zaznamenal podnět od doby, kdy se objevilo dilema potraviny vs. pohonné hmoty týkající se rizika odklonu zemědělské půdy nebo plodin pro výrobu biopaliv na úkor zásobování potravinami. Debata o biopalivech a cenách potravin zahrnuje široké spektrum názorů a v literatuře je dlouhodobě kontroverzní.

## Úvod
Technologie biopaliv druhé generace byly vyvinuty s cílem umožnit využití nepotravinářských surovin pro výrobu biopaliv, protože využívání potravinářských plodin pro výrobu biopaliv první generace vyvolává obavy o potravinovou bezpečnost. Odklon potravinářské biomasy k výrobě biopaliv by teoreticky mohl vést ke konkurenci s potravinářskými plodinami a využitím půdy pro potravinářské plodiny.
Bioetanol první generace se vyrábí kvašením cukrů rostlinného původu na etanol podobným postupem, jaký se používá při výrobě piva a vína. To vyžaduje využití potravinářských a krmných plodin, jako je cukrová třtina, kukuřice, pšenice a cukrová řepa. Panují obavy, že pokud budou tyto potravinářské plodiny použity k výrobě biopaliv, může dojít ke zvýšení cen potravin a v některých zemích k jejich nedostatku. Kukuřice, pšenice a cukrová řepa mohou také vyžadovat vysoké zemědělské vstupy v podobě hnojiv, které omezují snížení emisí skleníkových plynů, jehož lze dosáhnout. Bionafta vyráběná transesterifikací z řepkového oleje, palmového oleje nebo jiných rostlinných olejů je rovněž považována za biopalivo první generace.
Cílem procesů výroby biopaliv druhé generace je rozšířit množství biopaliv, která lze udržitelným způsobem vyrábět, a to využitím biomasy sestávající ze zbytkových nepotravinářských částí současných plodin, jako jsou stonky, listy a slupky, které zůstávají po sklizni potravinářských plodin, a dalších plodin, které se nepoužívají k potravinářským účelům (nepotravinářské plodiny), jako je např. proso prutnaté, tráva, dávivec, celá kukuřice, ozdobnice čínská a obiloviny, které nesou málo zrna, a také průmyslový odpad, jako je dřevní štěpka, slupky a dužina z lisování ovoce atd.
Problémem, který řeší procesy druhé generace biopaliv, je získání užitečných surovin z této dřevní nebo vláknité biomasy, která je tvořena převážně buněčnými stěnami rostlin. Ve všech cévnatých rostlinách jsou užitečné cukry buněčné stěny vázány ve složitých sacharidech (polymerech molekul cukrů) hemicelulóze a celulóze, ale pro přímé využití jsou znepřístupněny fenolovým polymerem ligninem. Lignocelulózový ethanol se vyrábí extrakcí molekul cukru ze sacharidů pomocí enzymů, zahříváním parou nebo jinými předúpravami. Tyto cukry pak mohou být fermentovány za účelem výroby etanolu stejným způsobem jako při výrobě bioetanolu první generace. Vedlejším produktem tohoto procesu je lignin. Lignin lze spalovat jako uhlíkově neutrální palivo k výrobě tepla a energie pro zpracovatelský závod a případně pro okolní domy a podniky. Termochemické procesy (zkapalňování) v hydrotermálním prostředí mohou z široké škály vstupních surovin vyrábět kapalné ropné produkty, které mají potenciál nahradit nebo rozšířit paliva. Tyto kapalné produkty však nedosahují standardů nafty nebo bionafty. Zlepšení vlastností produktů zkapalňování jedním nebo mnoha fyzikálními nebo chemickými procesy může zlepšit jejich vlastnosti pro použití jako paliva.